# Raretés et versions inédites 1 & 2

Les albums Raretés et versions inédites 1 et Raretés et versions inédites 2 sont deux albums enregistrés par le chanteur français Georges Brassens, faisant partie du coffret Le temps ne fait rien à l'affaire.

## Raretés et versions inédites 1

### Liste des chansons
| No  | Titre | Durée |
| --- | --- | ----- |
| 1.  | Les Copains d'abord (1964, version alternative)                                                                           |       |
| 2.  | Les Copains d'abord (1964, Face B du 45t de la bande originale du film Les copains. Chanté par 'Le chœur des copains')    |       |
| 3.  | Heureux qui comme Ulysse (1970, version longue)                                                                           |       |
| 4.  | Le drapeau noir flotte sur la marmite (1971, Extrait de la bande originale du film Le drapeau noir flotte sur la marmite) |       |
| 5.  | Au bois de mon cœur (5 à 11: 1957, Bande originale du film Porte des Lilas. Avec Joss Baselli et son orchestre)           |       |
| 6.  | La Marche nuptiale (1re partie)                                                                                           |       |
| 7.  | La Marche nuptiale (2e partie)                                                                                            |       |
| 8.  | L'Amandier |       |
| 9.  | Le Vin |       |
| 10. | La Bonne Fortune |       |
| 11. | Au bois de mon cœur |       |
| 12. | Le Vin (1957, version alternative)                                                                                        |       |
| 13. | La Prière (1954, version longue)                                                                                          |       |
| 14. | Pauvre Martin (1954, version 78t)                                                                                         |       |
| 15. | Bonhomme (1956, version 1)                                                                                                |       |
| 16. | Bonhomme (1957, version 2)                                                                                                |       |
| 17. | Les Funérailles d'antan (1960, version alternative)                                                                       |       |
| 18. | Embrasse-les tous (1960, version alternative)                                                                             |       |
| 19. | Le Verger du roi Louis (1960, version alternative)                                                                        |       |
| 20. | La Mauvaise Réputation (20 à 25: 1959, Versions Philips Réalités V23: Georges Brassens, qui êtes-vous?)                   |       |
| 21. | La Marine |       |
| 22. | Comme hier |       |
| 23. | Hécatombe |       |
| 24. | La Cane de Jeanne |       |
| 25. | Il suffit de passer le pont                                                                                               |       |

## Raretés et versions inédites 2

### Liste des chansons
| No  | Titre                            | Durée |
| --- | -------------------------------- | ----- |
| 1.  | Mon ami (le soudard)             |       |
| 2.  | À la mémoire de Zulma            |       |
| 3.  | Belle dame                       |       |
| 4.  | Les passantes                    |       |
| 5.  | Carcassonne                      |       |
| 6.  | Le bricoleur                     |       |
| 7.  | Les sabots d'Hélène              |       |
| 8.  | Ballade des dames du temps jadis |       |
| 9.  | Fatrasie                         |       |
| 10. | L'enterrement de Verlaine        |       |
| 11. | Germaine Tourangelle             |       |
| 12. | À Mireille dite "Petit verglas"  |       |
| 13. | La grenouille bleue              |       |
| 14. | Si le bon Dieu l'avait voulu     |       |
| 15. | Le bistrot                       |       |
| 16. | Pauvre Martin                    |       |
| 17. | La visite                        |       |
| 18. | Jean rentre au village           |       |
| 19. | Altesse                          |       |
| 20. | Le petit cheval                  |       |
| 21. | La mala reputación               |       |
| 22. | La pata de Juana                 |       |
| 23. | El testamento                    |       |
| 24. | En quittant la ville, j'entends  |       |
| 25. | Adieu Venise provençale          |       |
| 26. | Ça s'est passé un Dimanche       |       |
| 27. | Mimile                           |       |
| 28. | Venise et Bretagne               |       |
| 29. | Santa Lucia                      |       |